# Proclossiana denali
Proclossiana denali är en fjärilsart som beskrevs av Alexander Barrett Klots 1940. Proclossiana denali ingår i släktet Proclossiana och familjen praktfjärilar. Inga underarter finns listade i Catalogue of Life.